# Фачибени, Джулио
Джу́лио Франче́ско Па́оло Фачибе́ни (итал. Giulio Francesco Paolo Facibeni, 29 июля 1884, Галеата, Тоскана, Итальянское королевство — 2 июня 1958, Флоренция, Тоскана, Итальянская республика) — священник Римско-католической церкви, настоятель прихода в квартале Рифреди во Флоренции.
Во время Первой мировой войны служил капелланом на фронте. Награждён серебряной медалью «За воинскую доблесть». Посмертно награждён почётным крестом «За заслуги перед Австрийской республикой» в благодарность за гуманное отношение к военнопленным, подданным Австро-Венгрии, во время Итало-австрийской войны 1915—1918 годов. Основатель общества Божественного Проведения Богоматери из Граппы, занимающегося благотворительной деятельностью. В настоящее время идёт процесс по причислению его к лику блаженных.
Антифашист. Во время оккупации нацистами Италии помогал участникам движения Сопротивления и беженцам, укрывал евреев, проявляя глубокое уважение к их религиозной идентичности. Праведник мира.

## Биография

### Ранние годы и юность
Джулио Франческо Паоло Фачибени родился в коммуне Галеата 29 июля 1884 года. Он был третьим ребёнком из одиннадцати детей в семье. Отец, Джузеппе Фачибени был сапожником. Мать, Санта Мальтони — домохозяйкой.
С 1899 по 1904 год обучался в гимназии и лицее при семинарии в Фаэнце. Во время обучения впервые ощутил призвание к священству. В 1904 году поступил во Флорентийский университет, где изучал филологию, одновременно преподавая в полупансионе, находившемся в ведении пиаристов. В октябре 1906 года он был принят на место преподавателя в младших классах гимназии.
Во время обучения в университете перед ним встал выбор, продолжить научную работу на кафедре филологии или принять служение клирика. Преодолеть кризис ему помог духовник, священник-пиарист Джованни (Дино Джованноцци, 1860—1928), доктор физических наук и теологии. 23 февраля 1907 года Джулио Фачибени получил тонзуру в архиепископской капелле во Флоренции. В том же году 25 мая он был поставлен в субдиаконы в церкви святого Франциска на площади Савонаролы, 21 сентября — рукоположен в диаконы в соборе Святого Креста в Форли и 21 декабря — рукоположен в священники в епископской капелле во Фьезоле.

### Первый этап служения во Флоренции
Своё апостольское служение Джулио Фачибени начал в 1908 году в качестве учителя в школах пиаристов во Флоренции и капеллана института святого Франциска и святой Марии Магдалины, члены которого занимались реабилитацией несовершеннолетних и бывших заключённых. Он преподавал детям заключённых в вечерней приходской школе при церкви Санта-Мария-аль-Пиньоне. В мае 1910 года им было основано общество учеников-католиков «Новая Италия» для содействия распространению культуры и христианских принципов среди учащихся средних учебных заведений. Из этого общества, издававшего одноимённую газету, вышли многие будущие активные деятели католического действия во Флоренции.
В 1911 году общество вошло в епархиальную федерацию молодёжи. Джулио Фачибени был назначен ассистентом главы федерации и занимал этот пост до 1913 года. Служение ассистента требовало большего участия и времени, из-за чего ему пришлось оставить преподавание в школах пиаристов. В том же 1911 году на него легли заботы о родителях, братьях и сестрах, переехавших на постоянное место жительство во Флоренцию. В июле 1912 года Джулио Фачибени окончательно обосновался в архиепархии Флоренции. В октябре того же года, сдав итоговый экзамен в университете, он был назначен викарием на приход при церкви Санто-Стефано-ин-Пане в квартале Рифреди.
Это был миссионерский приход с девятью тысячами прихожан в новом промышленном районе с социально неблагоприятной обстановкой. Большинство прихожан были неграмотны. Джулио Фачибени стал ежедневно служить мессу. Через две недели он учредил послешкольное образование при местной государственной школе. В декабре 1912 года открыл вечернюю школу для обучения грамоте. Организовал группу Малых работниц Младенца Иисуса, в которой девушки готовили детское приданое для ребят из бедных семей. Для неимущих прихожан стал собирать в церкви «хлеб святого Антония».
В мае 1913 года с миссионерскими целями начал издавать «Приходской бюллетень». Тогда же, занимаясь решением социальных проблем, основал Союз молодёжи и Союз матерей-христианок. Обе организации положили начало «Кассе с приданым», организации, в которой девочкам помогали готовить своё приданое, обучая их ремеслу и ведению хозяйства. Основал общества святого Тарцизия для мальчиков и святой Эмерентианы для девочек, каждое из которых имело свой двор для игр и театральный кружок. В том же 1913 году восстановил крестный ход на праздник Тела и Крови Господних. В декабре был назначен ректором прихода.
В марте 1914 года основал патронат Святого Стефана для координации всех приходских инициатив. В апреле создал общество «Свободные и сильные» — местный филиал «Новой Италии». Деятельность Джулио Фачибени вызвала негативную реакцию у некоторых политиков, которые оскорбляли и угрожали ему через прессу и объявления. Но, несмотря на это, в Рождество 1914 года на улице Вия дель Ромито им была открыта Новая капелла для прихожан, живших далеко от прихода.

### Первая мировая война
Итальянское королевство вступило в Первую мировую войну 24 мая 1915 года, а спустя неделю Джулио Фачибени организовал при приходе Секретариат помощи, который оказывал моральную и продовольственную помощь семьям тех, кого призвали на фронт. Он собирал посылки для солдат, вёл с ними открытую переписку. В июле 1915 года в «Приходском бюллетене» появились первые написанные им некрологи о погибших на войне прихожанах.
В июле 1916 года Джулио Фачибени был сам призван в армию и в феврале 1917 года отправлен на фронт. Он служил капелланом-санитаром на линии близ Изонцо, затем его перевели на гору Монте-Граппа, где он впервые увидел статую Богоматери из Граппы. Повреждённая от пуль и осколков, она стояла на одной из вершин, куда была поставлена в 1901 году кардиналом Джузеппе Сарто, будущим святым папой Пием X. Именно здесь развернулись одни из самых кровопролитных сражений итало-австрийской войны 1915—1918 годов.
Джулио Фачибени с равным состраданием относился, как к итальянским, так и австрийским жертвам этой войны. Он рисковал собственной жизнью, спасая с поля боя из-под обстрела раненых соотечественников и тех, кто с ними воевал. Сам получил легкое ранение в голову. В октябре 1918 года за проявленные отвагу и чувство долга он был удостоен серебряной медали «За воинскую доблесть».

### Второй этап служения во Флоренции
В марте 1919 года Джулио Фачибени был демобилизован и вернулся в приход в Рифреди. Первой службой, которую он отслужил по возвращении, была панихида за всех погибших прихожан, которых оказалось восемьдесят человек. Одним из последствий войны было ухудшение экономического положения малоимущих жителей квартала, чья численность значительно увеличилась. Усилилось социальное напряжение, чем пользовались политические организации левого толка, также пропагандировавшие атеизм. Особенно тяжёлым было положение женщин и детей, вдов и сирот войны.
Джулио Фачибени обратился напрямую к прихожанам, поблагодарив их за поддержку своих благотворительных инициатив и предложив новые. Между мартом и июлем 1919 года при приходе им был основан союз «Спасём подростков!», занимавшийся помощью детям. Целью одной из программ союза — «Домашний очаг», было оказание всевозможной помощи детям-сиротам. В апреле 1919 года Джулио Фачибени возобновил издание приходского бюллетеня под названием «Голос отцовства». Выдающимся достижением союза стало строительство и открытие в июне 1921 года зданий вечерней и музыкальной школ, оратория для несовершеннолетних и приюта «Домашний очаг», в котором сразу разместились 140 детей-сирот.
В 1921 году в Рифреди активизировали свою деятельность группы фашистов, боровшиеся с социалистами. Последствием их действий стали жертвы среди местного населения. Когда в мае 1921 года фашисты уничтожили Общество взаимопомощи, Джулио Фачибени, к тому времени пользовавшийся большим уважением среди горожан, написал открытое письмо в поддержку президента Общества. Он был вне политики и занимался исключительно пасторской и благотворительной деятельностью, но когда в 1922 году фашисты потребовали заменить флаг Италии на новый с фашистской символикой, Джулио Фачибени отказался. Он объяснил это патриотическими чувствами. Фашисты совершили неудачное покушение на жизнь священника. Здания основанных им благотворительных и образовательных учреждений подверглись нападению, а их сотрудники — унижениям и побоям.
В 1930-х годах во Флоренции Джулио Фачибене все звали просто «отцом». Деятельность священника оказала значительное влияние на интеллигенцию Флоренции, в частности на писателей Джованни Папини и Пьеро Барджеллини. В 1934 году Джулио Фачибене был удостоен титула капеллана Его Святейшества с обращением монсеньор.

### Основание общества
Ещё на фронте во время Первой мировой войны умиравшие солдаты обращались к Джулио Фачибене с просьбой позаботиться об их детях. Объединив усилия уже действовавших при приходе благотворительных учреждений и опираясь на поддержку частных благотворителей, он основал Общество Божественного Проведения Богоматери из Граппы. Фундамент будущего главного дома организации, по благословению архиепископа Флоренции, кардинала Альфонсо Марии Мистраднжело, в присутствии мэра города и благотворителей, был заложен 21 октября 1923 года. 2 ноября 1924 года состоялось освящение часовни в новом здании, на стенах которой были установлены плиты с именами прихожан, погибших во время Первой мировой войны.
Главной задачей Общества стала забота о детях, потерявших родителя или родителей во время войн, которые вело Итальянское королевство. В декабре 1924 года в приюте Общества заботились о восемнадцати сиротах-мальчиках. В 1929 году их было уже сто десять, а спустя десять лет — триста сорок четыре ребёнка. Больше всего воспитанников в приюте было после Второй мировой войны. В 1949 году их численность составила тысячу двести человек. Предпочтение при приёме в приют отдавалось детям из очень бедных семей или беспризорникам, то есть тем, о ком некому было позаботиться. Помимо общего, воспитанники приюта получали профессиональное образование, по окончании которого могли самостоятельно зарабатывать себе на жизнь, устроившись на действовавшие в районе предприятия.
В 1931 году был открыт сиротский приют общества в Каленцано; следом появились приюты в Сан-Миниато, Монтекатини, Фучеккьо и Ровеццано. Курию архиепархии Флоренции беспокоил скорый рост структуры организации, из-за чего основатель общества нередко сталкивался с непониманием. Курия советовала отделить организацию от прихода, но Джулио Фачибене был против разделения. Тем не менее, 3 июля 1935 года статус организации был изменён; она была зарегистрирована под названием «Общество с ограниченной ответственностью Детский дом Богоматери из Граппы со штаб-квартирой в Рифреди (Флоренция)». С 1935 по 1943 год организация подвергалась беспрецедентному давлению со стороны фашистского режима, но выстояла и существует до сих пор.

## Комментарии
1. ↑  В то время Галеата была небольшой деревней в Тоскане. В 1923 году она была включена в состав Романьи[4].

### Биографии
- Covino, Mariarosaria. Don Giulio Facibeni: il padre, uomo di carità :  [итал.]. — Firenze : Medicea, 1996. — 164 p.

- Nistri, Silvano. Vita di Don Giulio Facibeni :  [итал.]. — Firenze : Libreria Editrice Fiorentina, 2004. — 504 p. — ISBN 978-8-88-926427-0.

- Piovanelli, Silvano. Don Giulio Facibeni: il povero facchino della Divina Provvidenza :  [итал.]. — Firenze : Società Editrice Fiorentina, 2008. — 139 p. — ISBN 978-8-86-032069-8.